# Thorée-les-Pins
Thorée-les-Pins és un municipi francès situat al departament del Sarthe i a la regió de País del Loira. L'any 2007 tenia 663 habitants.

## Demografia

### Població
El 2007 la població de fet de Thorée-les-Pins era de 663 persones. Hi havia 254 famílies de les quals 52 eren unipersonals (24 homes vivint sols i 28 dones vivint soles), 83 parelles sense fills, 99 parelles amb fills i 20 famílies monoparentals amb fills.
La població ha evolucionat segons el següent gràfic:
Habitants censats

### Habitatges
El 2007 hi havia 348 habitatges, 261 eren l'habitatge principal de la família, 51 eren segones residències i 36 estaven desocupats. 343 eren cases i 2 eren apartaments. Dels 261 habitatges principals, 214 estaven ocupats pels seus propietaris, 40 estaven llogats i ocupats pels llogaters i 7 estaven cedits a títol gratuït; 3 tenien una cambra, 19 en tenien dues, 40 en tenien tres, 73 en tenien quatre i 126 en tenien cinc o més. 192 habitatges disposaven pel capbaix d'una plaça de pàrquing. A 92 habitatges hi havia un automòbil i a 151 n'hi havia dos o més.

### Piràmide de població
La piràmide de població per edats i sexe el 2009 era:
| Homes | Edats   | Dones |
| ----- | ------- | ----- |
| 4     | 95 o +  | 0     |
| 0     | 90 a 94 | 4     |
| 8     | 85 a 89 | 8     |
| 4     | 80 a 84 | 4     |
| 12    | 75 a 79 | 16    |
| 12    | 70 a 74 | 16    |
| 20    | 65 a 69 | 8     |
| 24    | 60 a 64 | 12    |
| 4     | 55 a 59 | 20    |
| 24    | 50 a 54 | 16    |
| 28    | 45 a 49 | 36    |
| 20    | 40 a 44 | 20    |
| 24    | 35 a 39 | 20    |
| 8     | 30 a 34 | 20    |
| 12    | 25 a 29 | 12    |
| 8     | 20 a 24 | 16    |
| 36    | 15 a 19 | 12    |
| 36    | 10 a 14 | 40    |
| 28    | 5 a 9   | 12    |
| 12    | 0 a 4   | 4     |

## Economia
El 2007 la població en edat de treballar era de 429 persones, 328 eren actives i 101 eren inactives. De les 328 persones actives 304 estaven ocupades (173 homes i 131 dones) i 25 estaven aturades (8 homes i 17 dones). De les 101 persones inactives 32 estaven jubilades, 41 estaven estudiant i 28 estaven classificades com a «altres inactius».

### Ingressos
El 2009 a Thorée-les-Pins hi havia 268 unitats fiscals que integraven 695 persones, la mediana anual d'ingressos fiscals per persona era de 16.443 €.

### Activitats econòmiques
Dels 15 establiments que hi havia el 2007, 1 era d'una empresa alimentària, 1 d'una empresa de fabricació d'altres productes industrials, 3 d'empreses de construcció, 3 d'empreses de comerç i reparació d'automòbils, 1 d'una empresa de transport, 1 d'una empresa d'hostatgeria i restauració, 1 d'una empresa immobiliària i 4 d'empreses classificades com a «altres activitats de serveis».
Dels 6 establiments de servei als particulars que hi havia el 2009, 1 era un taller de reparació d'automòbils i de material agrícola, 1 guixaire pintor, 1 lampisteria, 1 electricista, 1 perruqueria i 1 restaurant.
Dels 2 establiments comercials que hi havia el 2009, 1 era una botiga de menys de 120 m² i 1 una carnisseria.
L'any 2000 a Thorée-les-Pins hi havia 28 explotacions agrícoles que ocupaven un total de 451 hectàrees.

## Equipaments sanitaris i escolars
El 2009 hi havia una escola elemental.

## Poblacions més properes
El següent diagrama mostra les poblacions més properes.